# ئی‌ام‌دی اف۲
ئی‌ام‌دی اف۲ (انگلیسی: EMD F2) یک لوکوموتیو دیزلی ساخت شرکت جنرال موتورز الکترو-موتیو دیویژن بوده است.
این لوکوموتیو که در سال ۱۹۴۶ تولید می‌شده دارای ۱۳۵۰ اسب بخار توان خروجی بوده است.